# Envoyez les violons
Pour plus de détails, voir Fiche technique et Distribution.
Envoyez les violons est une comédie romantique française réalisée par Roger Andrieux en 1987.

## Synopsis
Frédéric, réalisateur de films publicitaires, voit sa vie s'écrouler quand sa femme le quitte. Au bord de la dépression, il choisit la musicothérapie comme remède. C'est ainsi qu'il rencontre Isabelle, son professeur de flûte traversière, dont la beauté est toute intérieure et qui ne tardera pas à lui inspirer l'amour...

## Fiche technique
- Titre : Envoyez les violons
- Réalisation : Roger Andrieux
- Scénario : Michael Elias, Eve Babitz, Roger Andrieux
- Dialogues : Michael Elias, Eve Babitz
- Producteur : Jean-Claude Fleury
- Musique : William Sheller
- Sociétés de production : FR3 Films Production, Les Films de l'Alma, Planete et Compagnie, Nina Productions, G.P.F.I.,  Images Investissements, Soffia, Slav 1
- Pays d'origine :  France
- Genre : comédie romantique
- Durée : 92 minutes
- Date de sortie : France - 3 août 1988

## Distribution
- Richard Anconina : Frédéric Segal, dit Fred
- Anémone : Isabelle Fournier
- Michel Galabru : Pizzoli
- Martin Lamotte : Franck
- Fabienne Périneau : Lise
- Bernard Freyd : Gérard Balin
- Gérard Dessalles : Jacques Verdier
- Catherine Alcover : La réceptionniste de l'hôpital / Hotel Clerk